# Covasna

Stadsvapen

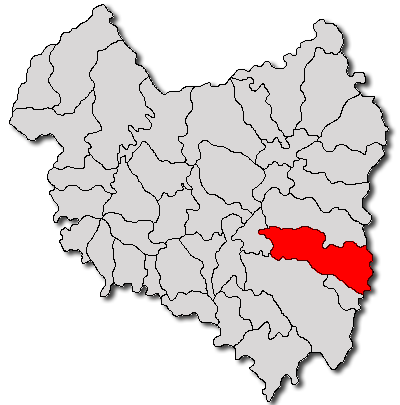
Covasnas läge i länet Covasna.

Covasna är en stad i länet Covasna i Transsylvanien i Rumänien. År 2011 hade Covasna 10 265 invånare.